# بيتر ستيد
بيتر ستيد (بالإنجليزية: Peter Stead)‏ هو مؤرخ وكاتب بريطاني، ولد في 1943.